# VfB 1907 Coburg
VfB 1907 Coburg was een Duitse voetbalclub uit de stad Coburg.

## Geschiedenis
Op 25 oktober 1907 werd Coburger FC 1907 opgericht. Coburg behoorde pas na 1920 tot Beieren en speelde dus niet zoals de Beierse clubs in de competitie van de Zuid-Duitse voetbalbond, maar in die van de Midden-Duitse voetbalbond (VMBV) en speelde voornamelijk tegen clubs uit Thüringen en Saksen. Vanaf 1910 speelde de club in de Zuid-Thüringse competitie. Ze werden twee keer op rij vicekampioen achter 1. FC 04 Sonneberg. In 1913 werd de club tot kampioen uitgeroepen, hoewel de club eigenlijk tweede eindigde achter FC Adler Neustadt. De club nam deel aan de Midden-Duitse eindronde waar dit jaar een wijziging werd uitgevoerd waardoor de kampioenen van de zwakkere competities eerst tegen elkaar speelden. Coburg werd kampioen en plaatste zich zo meteen voor de finale om de Midden-Duitse titel, waar de club met 6-0 verloor van de latere landskampioen VfB Leipzig.
Ook het volgende seizoen werd de club kampioen en deze keer mochten weer alle regionale kampioenen deelnemen aan de Midden-Duitse eindronde. In de eerste ronde won de club overtuigend met 9-1 van SC Meiningen, maar kreeg vervolgens zelf een veeg uit de pan van Wacker Halle (8-1). Tijdens de Eerste Wereldoorlog werd er geen competitievoetbal gespeeld. 
Na de oorlog veranderde de club op 11 december 1918 de naam in VfB Coburg. De competitie werd ook hervormd en verschillende competities werden samen gevoegd tot de Kreisliga Thüringen, waarvoor de club zich niet kwalificeerde. Ondanks dat Coburg in 1920 bij Beieren ingelijfd werd bleef de club aangesloten bij de VMBV. De club werd in 1920 ook kampioen in de tweede klasse en promoveerde. 
In 1920/21 werd de club kampioen van de Kreisliga en plaatste zich opnieuw voor de eindronde. Er namen zeven teams deel in een groepsfase waarbij Coburg vierde werd. Na een derde plaats werd de competitie in 1923 in meerdere groepen verdeeld. De club werd groepswinnaar en na nog een overwinning op SC 1912 Zella namen ze deel aan de eindronde, waar ze verloren van SpVgg 02 Erfurt. Na dit seizoen werd de Kreisliga afgevoerd en de Zuid-Thüringse competitie heringevoerd.  Na enkele subtopplaatsen volgde een nieuwe titel in 1928/29. In de eindronde versloeg de club onder andere Preußen Langensalza en Wacker Halle, alvorens in de halve finale met 3-2 te verliezen van Dresdner SC. Het volgende seizoen stond de club aan het einde samen met SV 08 Steinach aan de leiding. Er volgde een testwedstrijd voor de titel die nipt door Steinach gewonnen werd. De volgende seizoenen eindigde de club in de subtop.
In 1933 werden alle regionale voetbalbonden afgeschaft door de Nationaalsocialistische Duitse Arbeiderspartij. De talloze hoogste divisies verdwenen en werden vervangen door zestien Gauliga's. Coburg werd nu voor het eerst ingedeeld in Beieren, maar kwalificeerde zich niet voor de hoogste klasse. In 1936 promoveerde de club naar de Gauliga Bayern na een testwedstrijd tegen Bayern Hof. De club werd laatste en degradeerde meteen weer. Na één seizoen keerde de club terug en werd voorlaatste. VfB had evenveel punten als BC Augsburg, maar een slechter doelsaldo en degradeerde opnieuw. In het laatste seizoen voor het einde van de Tweede Wereldoorlog speelde de club ook nog in de Gauliga, die in vijf regionale reeksen werd opgedeeld. Dit seizoen werd echter niet voltooid.
Na het einde van de oorlog werden alle Duitse voetbalclubs ontbonden. De clubs uit Coburg richtten het nieuwe SpVgg Coburg op. VfB Coburg splitste zich op 2 december 1948 van deze club af en werd weer zelfstandig. In de jaren vijftig en zestig speelde de club in de 1. Amateurliga Nordbayern, de derde klasse. In 1971 degradeerde de club en promoveerde weer na twee seizoenen. Ook tussen 1978 en 1982 speelde de club niet in de hoogste amateurklasse. Na een nieuwe degradatie in 1984 slaagde de club er niet meer in terug te keren. In 2000 fuseerde de club om financiële redenen met DJK/Viktoria Coburg, dat zelf een fusieclub was ontstaan in 1974 na een fusie tussen DJK Rot-Weiß en FC Viktoria 1909 Coburg. De fusieclub nam de naam DVV Coburg aan.

## Erelijst
Kampioen Zuid-Thüringen
1913, 1914, 1929
Kampioen Thüringen
1921